# Thoroughly Modern Millie (Lied)
Thoroughly Modern Millie ist ein Lied aus dem Jahre 1967, das für den Film Modern Millie – Reicher Mann gesucht von Jimmy Van Heusen (Musik) und Sammy Cahn (Text) geschrieben wurde. Es wird von Julie Andrews gesungen.

## Inhalt und Verwendung
Im Film werden mit Thoroughly Modern Millie Millies Ansichten zum modernen Leben vorgestellt. Alles sei schneller, freier und jazziger als früher. Schließlich ist es ja 1922!
Das Lied wird auch im gleichnamigen Musical von 2002 eingesetzt. In der Originalbesetzung wurde es von Sutton Foster gesungen.

## Auszeichnungen
Thoroughly Modern Millie wurde 1968 für den Oscar in der Kategorie Bester Song nominiert, verlor aber gegen Talk to the Animals aus Doktor Dolittle. Das Lied war auch für den Golden Globe in der Kategorie Bester Filmsong nominiert und verlor gegen If I Ever Should Leave You aus Camelot – Am Hofe König Arthurs.

## Coverversionen
Thoroughly Modern Millie wurde oft gecovert, unter anderem von Bing Crosby, Toots Thielemans mit seinem Orchester, Carol Channing, Pete Fountain, Nelson Riddle, Diana Ross and the Supremes, The New Vaudeville Band, Rolf Harris, Frankie Carle, Papa Bue’s Viking Jazzband, Bob Thiele And His New Happy Times Orchestra, Eric Robertson, The Ray Charles Singers, Jan Garber und sein Orchester, The Gunter Kallmann Chorus, Hugo Winterhalter und sein Orchester, Mrs. Mills, Russ Conway, Joe Loss und sein Orchester und Annie Cordy.